# السورية للطيران

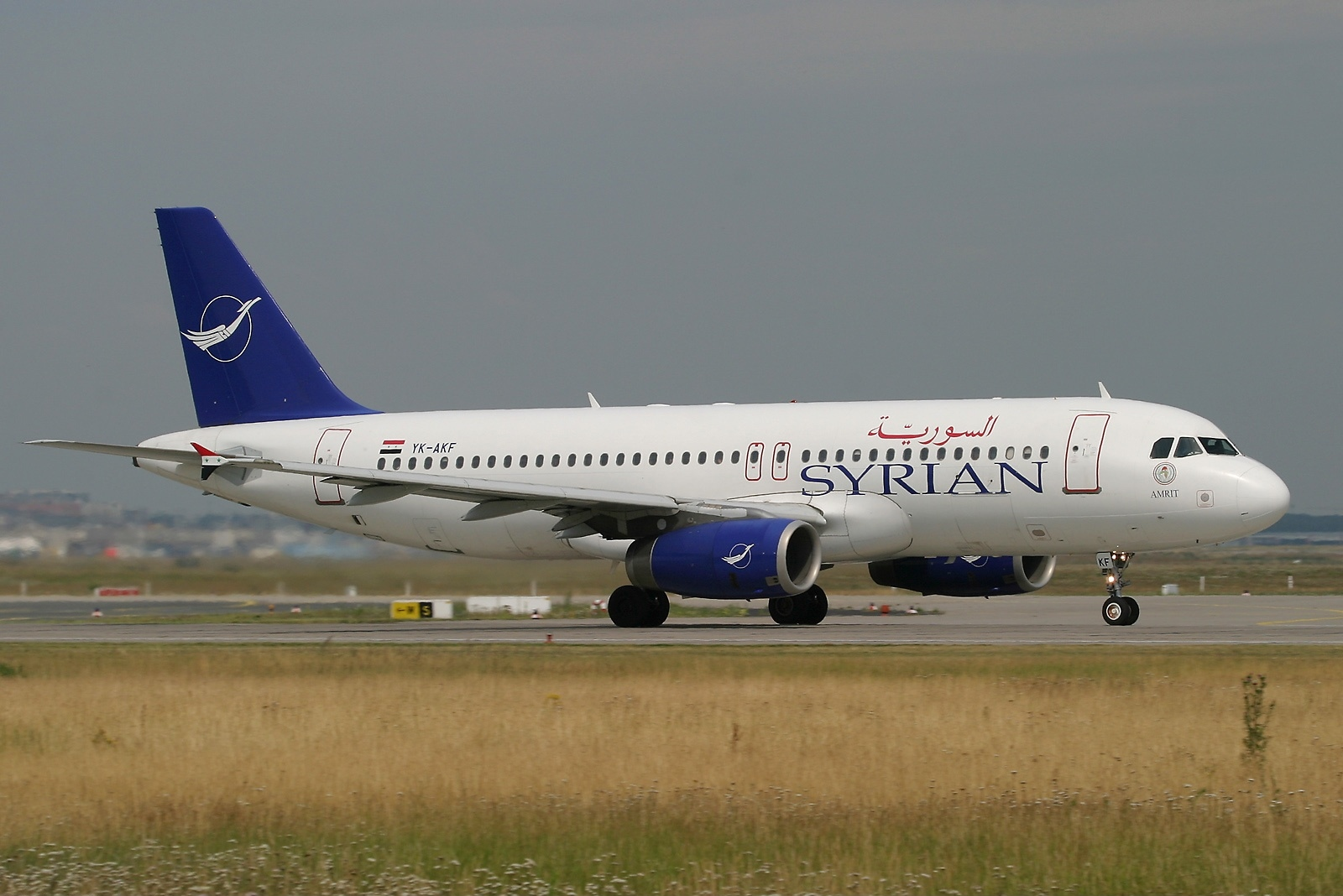
طائرة الخطوط الجوية السورية
إيرباص إيه 320

مؤسسة الطيران العربية السورية، المعروفة باسم السورية للطيران، هي شركة الطيران الوطنية لسوريا، تتخذ من مطار دمشق الدولي مركزًا رئيسيًا لعملياتها. كانت الشركة تقدم خدماتها قبل اندلاع الحرب الأهلية السورية في مارس 2011 لأكثر من 48 وجهة دولية في آسيا، أوروبا، الشرق الأوسط، وشمال أفريقيا، إضافة إلى الرحلات الداخلية ضمن سوريا.
حاليًا، تقلصت الوجهات التي تخدمها الشركة بشكل كبير نتيجة العقوبات الأوروبية المفروضة عليها وتأثيرات الحرب في سوريا.
تُعد السورية للطيران عضوًا في الاتحاد العربي للنقل الجوي، وتملك الحكومة السورية كامل رأس مالها.

## نبذة تاريخية

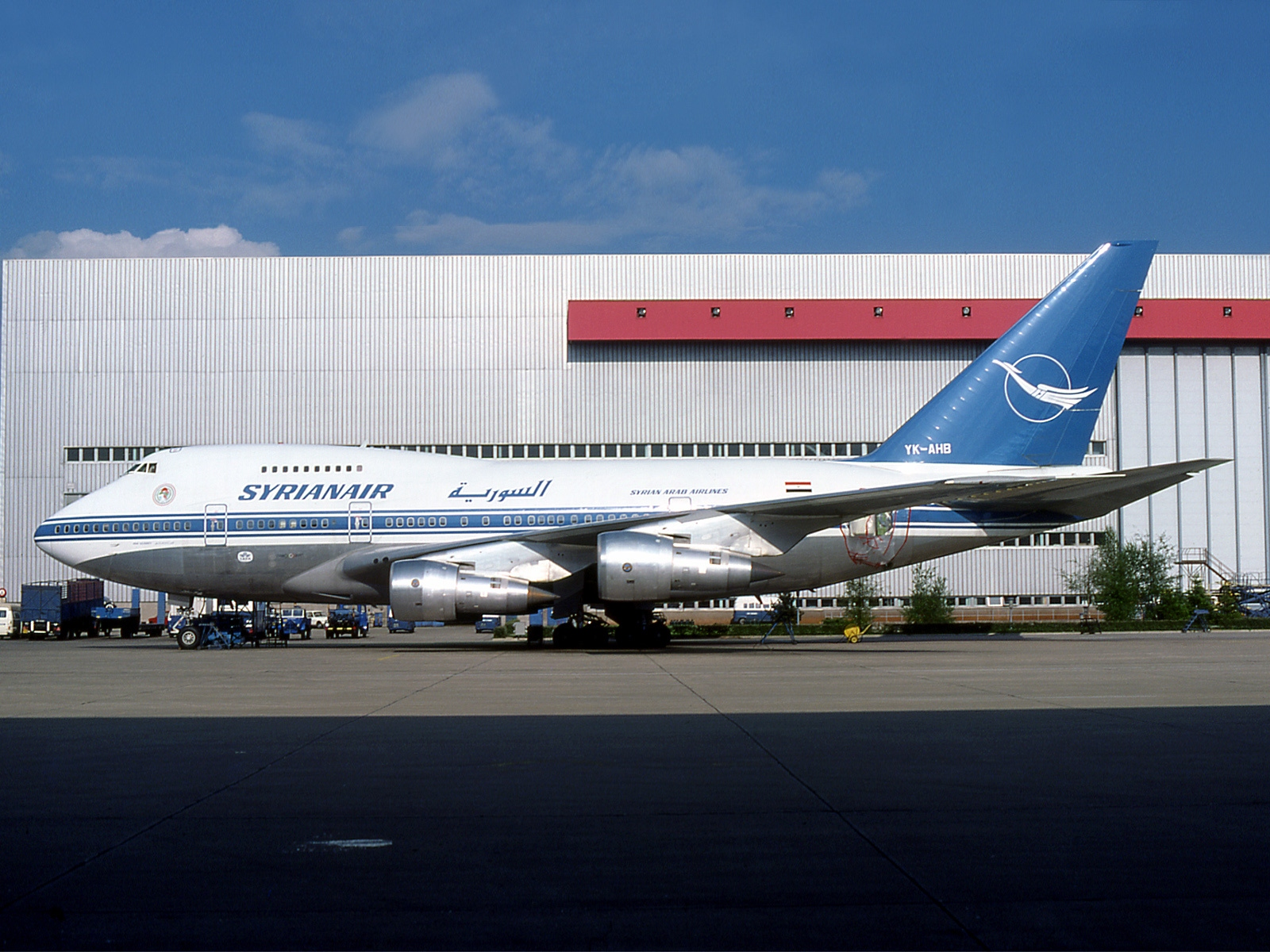
طائرة الخطوط السورية من طراز بوينغ 747 (بشعارها القديم)

يرجع تاريخ إنشاء مؤسسة الطيران السورية إلى عام 1946، وبدأت عملها بطائرتين مروحيتين طراز «سيسنامستير» وسيرت رحلاتها إلى حلب، دير الزور، القامشلي ثم توسعت خطوط الشركة خلال فترة الخمسينات فسيرت رحلاتها إلى القدس، بغداد، بيروت، القاهرة، وبلغ عدد أسطول طائرات الشركة سنة 1957 أربع طائرات من طراز دي سي 6، وفي عام 1958 اندمجت الخطوط السورية مع مصر للطيران وتكونت شركة الطيران العربية المتحدة.
انضمت المؤسسة إلى الاتحاد العربي للنقل الجوي منذ تأسيسه عام 1965، ثم انضمت في عام 1967 إلى المنظمة الدولية للطيران المدني «آياتا»، وفي 11 نوفمبر 1975 تم تغيير اسم الشركة من شركة الطيران العربية السورية إلى مؤسسة الطيران العربية السورية. وأدخلت الخطوط السورية المجال الآلي المتطور في خدماتها المقدمة عبر شبكة أنظمة آلية عالمية منذ عام 1979، نظام غبرييل للحجز الآلي عام 1981 ونظام باك ترك، نظام لود ستار للترحيل الآلي عام 1984 ونظام باهامس لإدارة أعمال مفقودات الركاب. ونظام صحارى لحجز الفنادق والمنتجعات 1986.
وفي النصف الأول من عقد التسعينات تم زيادة أسطول المؤسسة بثلاث طائرات من طراز بوينغ 727 حيث تم تسيير خطوط جديدة إلى كل من مدريد وستوكهولم، في النصف الثاني من عقد التسعينات وفي أعوام 1998 و1999 تم زيادة أسطول المؤسسة بستة طائرات طراز إيرباص إيه 320 حيث تم زيادة وتيرة الرحلات إلى بعض المحطات، كما تم تعزيز القدرة التشغيلية لأسطول المؤسسة في تشغيل الرحلات العارضة ورحلات مواسم الحج والعمرة، ومع مطلع عام 2000 تم تسيير خطوط جديدة إلى كل من بروكسل وفيينا وميلان وبرشلونة.

## الأسطول
| الطائرة        | في الخدمة |
| -------------- | --------- |
| إيرباص إيه 320 | 6         |
| إيه تي آر 72   | 2         |
| إيرباص إيه 340 | 1         |
| المجموع        | 9         |

## العقوبات الأمريكية والأوروبية
فرضت الإدارة الأمريكية عقوبات اقتصادية على سوريا منذ 11 مايو 2004، حيث شملت هذه العقوبات حظر بيع الطائرات وقطع الغيار التي تُنتجها أو تساهم في تصنيعها شركات أمريكية أو التي تحتوي على مكونات أمريكية تتجاوز 10% من إجمالي الجهاز. كما تم حظر تحليق الطائرات السورية في الأجواء الأمريكية.
في عام 2009، عندما وقعت الخطوط السورية مذكرة تفاهم مع شركة إيرباص لشراء 14 طائرة من طراز إيرباص إيه 320، كانت الصفقة مشروطة بموافقة الولايات المتحدة، نظرًا لأن الطائرات تحتوي على تجهيزات أمريكية تزيد عن 10% من مكوناتها. وكان يتطلب إتمام الصفقة الحصول على رخصة تصدير من الحكومة الأمريكية. رغم ذلك، أبدت الحكومة الأمريكية بعض المرونة، حيث سمحت بدخول قطع غيار لبعض الطائرات، كما سمحت لوفد من شركة بوينغ ببحث إمكانية تعمير طائرتين من طراز بوينغ 747.
أما بالنسبة للطائرات الروسية، فقد عملت الخطوط السورية على شراء 7 طائرات روسية من طرازي توبوليف 204 وإليوشن 96، إلا أن الإجراءات لم تُستكمل لأسباب مجهولة.
في 23 يوليو 2012، فرض الاتحاد الأوروبي حزمة جديدة من العقوبات على سوريا، شملت منع الخطوط السورية من السفر إلى دول الاتحاد الأوروبي ومنعها من شراء أي طائرات جديدة من الشركات الأوروبية.

## الوجهات
كانت الخطوط الجوية السورية تقدم خدماتها لأكثر من 50 وجهة في آسيا، أوروبا، الشرق الأوسط وشمال أفريقيا سابقاً.

## اتفاقيات الرمز المشترك
وقعت الخطوط الجوية السورية اتفاقيات لاستخدام رمز رحلات مشترك مع شركات:
- الخطوط الجوية العربية السعودية
- الملكية الأردنية
- الخطوط الجوية التركية.
- تاروم

## وصلات خارجية
- الموقع الرسمي لمؤسسة الطيران العربية السورية.
- تفاصيل أسطول الخطوط السورية.